# Mario Tiberini

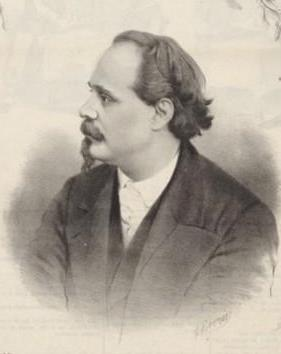
Mario Tiberini, um 1870

Mario Tiberini (8. September 1826 in San Lorenzo in Campo – 16. Oktober 1880 in Reggio nell’Emilia) war ein italienischer Opernsänger der Stimmlage Tenor. Er sang fünfundzwanzig Jahre lange an den bedeutenden Opernhäusern Europas und Amerikas und war an einer Reihe von Ur- und Erstaufführungen beteiligt, darunter die Zweitfassung von Verdis La forza del destino und die Uraufführung von Faccios Amleto.

## Leben und Werk
Tiberini wurde in den Marken geboren. Er studierte in Rom bei Domenico Lucilla und in Neapel bei Emanuele de Rosas. 1851 debütierte er im Teatro Argentina von Rom als Idreno in Rossinis Semiramide. Danach sang er an verschiedenen Provinzbühnen Italiens, darunter am Teatro Riccardi von Bergamo. Ab 1854 absolvierte er Tourneen durch Nord- und Südamerika mit verschiedenen italienischen Operntruppen. Er gab auch Solokonzerte in New York und Boston, die vom Impresario Bernard Ullman veranstaltet wurden. Dieser kündigte den Tenor als einen Nachfahren des römischen Kaisers Tiberius an.
Nach seiner Rückkehr nach Europa im Jahr 1858 wurde Tiberini als primo tenore an das Gran Teatre del Liceu in Barcelona engagiert. Dort traf er die Sopranistin Angiolina Ortolani, die in der Titelrolle der Linda di Chamounix verpflichtet war, und verliebte sich in sie. Sopran und Tenor heirateten am 14. April 1859 in Barcelona. Fortan traten die Eheleute, bis zum Ende beider Karrieren, zumeist gemeinsam auf und bestritten zu zweit zahlreiche Erst- und Uraufführungen. Am 30. Mai 1865 verhalfen die zwei Sänger als Hamlet und Ophelia in Amleto, uraufgeführt am Teatro Carlo Felice in Genua, dem Komponisten Franco Faccio zu einem großen Erfolg. Als jedoch die Oper 1871 an der Mailänder Scala angesetzt war und Tiberini trotz Indisposition singen musste, verschwand das Werk sofort vom Spielplan und blieb danach 143 Jahre lang vergessen.
Ab 1875 ließ seine Stimmkraft nach und langsam zeigten sich Zeichen der geistigen Verwirrung. Er verbrachte seine letzten Monate in einem Sanatorium in Reggio nell’Emilia, umsorgt von seiner Frau, und starb dort im Alter von 54 Jahren. Ein Eintrag auf einer Lithographie in der Biblioteca Trivulziana von Mailand besagt, er sei im Glauben gestorben Manrico zu sein, der tragische Held aus Verdis Il trovatore. Dies mag jedoch auch eine Theaterlegende sein, denn Denise Gallo schreibt in The Cambridge Verdi Encyclopedia, davon gäbe es in den Sanatoriumsakten keinen Hinweis.

## Gedenken

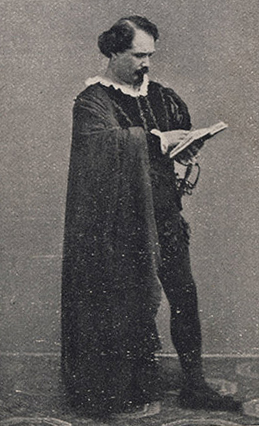
Mario Tiberini als Amleto, 1865

Tiberini wurde am Cimitero Monumentale di Milano bestattet. Die Skulptur auf seinem Grab stammt von Pietro Fumeo (1831–1898) und zeigt eine zerbrochene Säule, umrankt von Efeu. Die Inschrift zählt seine bedeutendsten Rollen auf: Edgardo, Arturo, Corradino, Raul, Lohengrin und Alvaro.

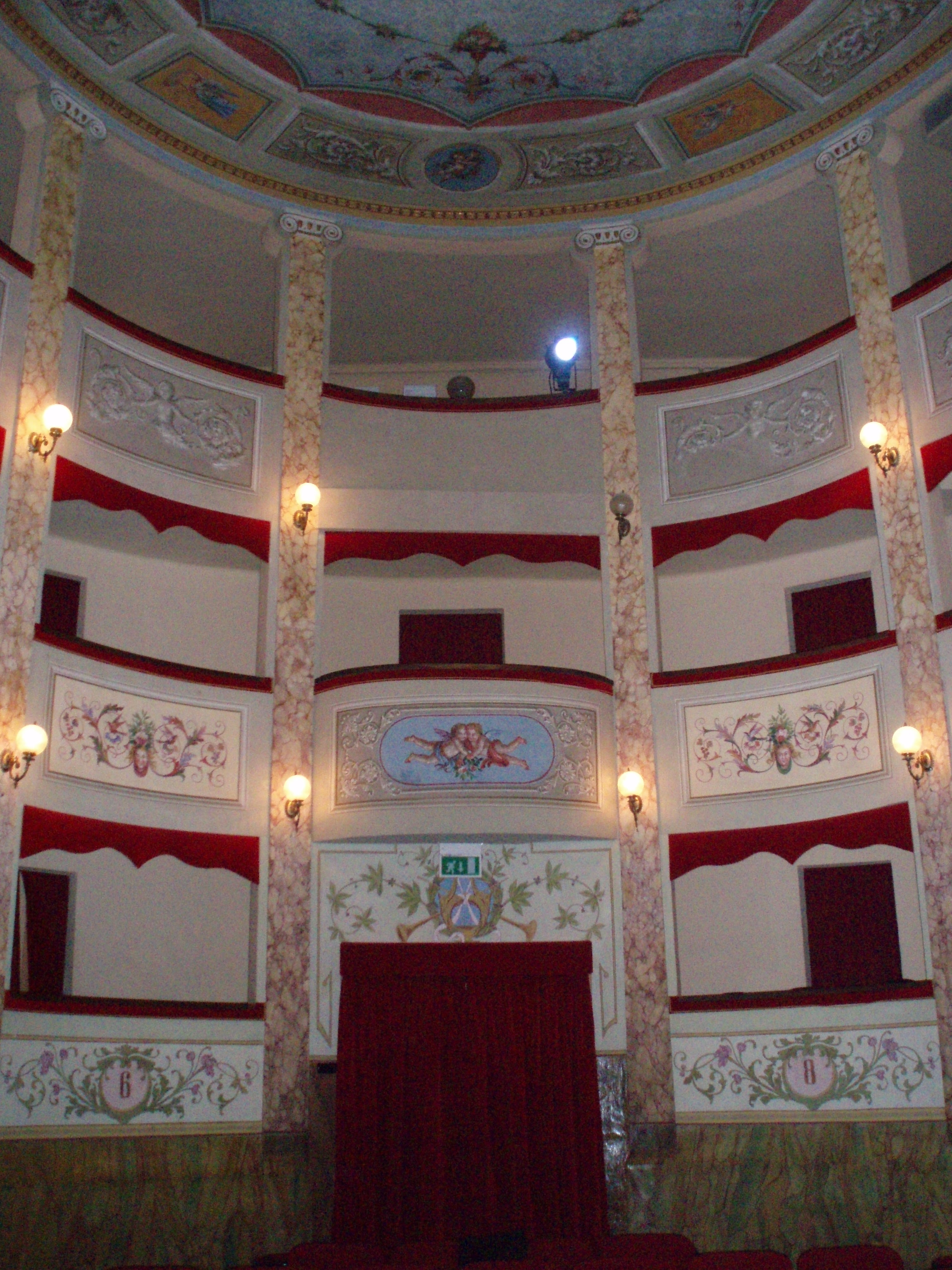
Innenansicht des Teatro Mario Tiberini in San Lorenzo in Campo

Im Jahr 1880, vier Monate nach seinem Tod, wurde das Teatro Trionfo in San Lorenzo in Campo zu seinem Gedenken umbenannt in Teatro Mario Tiberini. Auch die Straße, in welcher sich das Theater befindet, trägt nunmehr seinen Namen.

## Rollen in Uraufführungen (Auswahl)
- Arnaldo in Nicolás Guañabens' Arnaldo de Erill, Gran Teatre del Liceu, Barcelona, 12. Mai 1859[2]
- Gino in Achille Peris L'espiazione, Teatro alla Scala, Mailand, 7. Februar 1861
- Amleto in Franco Faccios Amleto, Teatro Carlo Felice, Genua, 30. Mai 1865
- Romeo in Filippo Marchettis Romeo e Giulietta, Teatro Grande, Triest, 25. Oktober 1865
- Don Diego in Giovanni Pacinis Don Diego de' Mendoza, La Fenice, Venedig, 12. Januar 1867
- Comte d'Alteriva in Józef Poniatowskis La contessina, Théâtre des Italiens, Paris, 28. April 1868
- Ruy Blas in Filippo Marchettis Ruy Blas, La Scala, Mailand, 3. April 1869